# Scarabaeus janssensi
Scarabaeus janssensi är en skalbaggsart som beskrevs av Vladimir Balthasar 1940. Scarabaeus janssensi ingår i släktet Scarabaeus och familjen bladhorningar. Inga underarter finns listade i Catalogue of Life.